# Constante de von Klitzing
En physique quantique, la constante de von Klitzing est liée aux propriétés de conductivité électrique. Elle permet de mesurer avec une extrême précision la valeur d'une résistance électrique. Sa valeur se calcule à partir de l'effet Hall quantique en 2D.
L'éponyme, de la constante est le physicien allemand Klaus von Klitzing qui a reçu le prix Nobel de physique en 1985 pour sa découverte de l'effet Hall quantique entier, qu'il avait mise en évidence en 1980.
La constante a la dimension d'une résistance, (M L2 T–3 I–2) et son unité SI est l'ohm (Ω). Son symbole est RK, et elle est définie comme le quotient de la constante de Planck (h) par le carré de la charge élémentaire (e) :
{\displaystyle R_{K}={\frac {h}{e^{2}}}}.
Depuis le 20 mai 2019, les valeurs numériques des deux constantes h et e sont exactes et respectivement fixées à h = 6,626 070 15 × 10−34 J s pour la définition du kilogramme (kg) et à e = 1,602 176 634 × 10−19 C pour la définition de l'ampère (A). La valeur numérique exacte de la constante est ainsi de :
{\displaystyle R_{K}=25\;812{,}807\;45...\;\Omega }.
Cette résistance universelle sert de référence primaire pour le Système international d'unités (SI) (il n'y a donc pas d'incertitude sur sa valeur) et est liée à l'impédance du vide {\displaystyle Z_{0}=\mu _{0}c} ({\displaystyle \simeq 377\;\Omega }), où {\displaystyle \mu _{0}} est la perméabilité magnétique du vide et {\displaystyle c} la vitesse de la lumière dans le vide, par la constante de structure fine {\displaystyle \alpha } ({\displaystyle \simeq 1/137})
{\displaystyle R_{K}={\frac {Z_{0}}{2\alpha }}}

#### Manuels de cours d'enseignement supérieur
- [Texier 2015] Christophe Texier, Mécanique quantique : cours et exercices corrigés, Malakoff, Dunod, coll. « Sciences sup / Physique », janv. 2015, 2e éd. (1re éd. janv. 2011), X-373 p., ill., fig. et graph., 1 vol., 17 × 24 cm (ISBN 978-2-10-072154-2, EAN 9782100721542, OCLC 902669670, BNF 44272323, SUDOC 183408101, présentation en ligne, lire en ligne).

#### Dictionnaires et encyclopédies
- [Gyllenbok 2018] (en) Jan Gyllenbok, Encyclopaedia of historical metrology, weights, and measures [« Encyclopédie de métrologie historique, et des poids et mesures »], t. Ier, Bâle, Birkhäuser, coll. « Science networks / Historical studies » (no 56), avr. 2018, 1re éd., XIX-677 p., ill., 1 vol., 17,8 × 25,4 cm (ISBN 978-3-319-57596-4 et 978-3-030-09624-3, EAN 9783319575964, OCLC 1041128686, BNF 45785961, DOI 10.1007/978-3-319-57598-8, SUDOC 22759147X, présentation en ligne, lire en ligne), s.v.Klitzing constant, p. 137, col. 2, et s.v.von Klitzing constant, p. 230, col. 2.
- [Taillet, Villain et Febvre 2018] Richard Taillet, Loïc Villain et Pascal Febvre, Dictionnaire de physique, Louvain-la-Neuve, De Boeck Supérieur, hors coll., janv. 2018, 4e éd. (1re éd. mai 2008), X-956 p., ill., fig. et graph., 1 vol., 17 × 24 cm (ISBN 978-2-8073-0744-5, EAN 9782807307445, OCLC 1022951339, BNF 45646901, SUDOC 224228161, présentation en ligne, lire en ligne), s.v.von Klitzing (constante de), p. 782, col. 1.